# De Havilland Doncaster
El De Havilland DH.29 Doncaster fue un monoplano de ala alta y largo alcance británico de la década de 1920, construido por De Havilland.

## Diseño y desarrollo
El DH.29 Doncaster fue encargado por el Ministerio del Aire británico como monoplano experimental de largo alcance. El avión era un monoplano cantilever de ala alta con alas rectas, de estructura de madera con recubrimiento de tela. Poseía un fuselaje de madera de sección de caja con un solo empenaje. Los dos tripulantes estaban sentados en una cabina abierta delante del ala. Entre 1920 y 1921 se construyeron dos aviones en el Aeródromo de Stag Lane. Las primeras pruebas del primer avión (matriculado como J6849) dieron como resultado un rediseño de la instalación del motor. El segundo avión (matriculado G-EAYO) fue construido como avión comercial de diez asientos. Las aerolíneas no estuvieron interesadas y se abandonó el desarrollo posterior, poniéndose el esfuerzo en el biplano De Havilland DH.34. Una versión de reconocimiento militar propuesta, la DH.30 Denbigh, nunca fue construida. Los dos aviones terminaron su vida en la RAF Martlesham Heath realizando pruebas y ensayos, particularmente de las alas en voladizo de sección gruesa. El Doncaster fue el primer avión británico en utilizar este tipo de alas.

## Operadores
Reino Unido
- Ministerio del Aire

## Especificaciones (versión militar)
Referencia datos: de Havilland aircraft since 1909

### Características generales
- Tripulación: Dos
- Longitud: 13,1 m (43 ft)
- Envergadura: 16,5 m (54 ft)
- Altura: 5 m (16,5 ft)
- Superficie alar: 41 m² (441,3 ft²)
- Peso vacío: 1982 kg (4368,3 lb)
- Peso cargado: 3402 kg (7498 lb)
- Planta motriz: 1× motor lineal de 12 cilindros en W refrigerado por agua Napier Lion IB.
  - Potencia: 340 kW (469 HP; 462 CV)
- Hélices: Bipala de paso fijo de madera
- Capacidad de combustible: 1046 L en dos depósitos de borde de ataque

### Rendimiento
- Velocidad máxima operativa (Vno): 187 km/h (116 MPH; 101 kt) a 3000 m (10 000 pies)
- Velocidad crucero (Vc): 160 km/h (99 MPH; 86 kt)
- Velocidad de aterrizaje: 87 km/h

### Armamento
- Otros: Provisión para ametralladoras de 7,7 mm en montaje de anillo Scarff

## Aeronaves relacionadas

### Secuencias de designación
- Secuencia DH._ (interna de Airco): ← DH.26 - DH.27 - DH.28 - DH.29 - DH.30 - DH.31 - DH.32 - DH.33 →